# Iglesia de San Nicolás (Sanlúcar de Barrameda)
La iglesia de San Nicolás de Sanlúcar de Barrameda es un templo católico situado en el municipio español de Sanlúcar de Barrameda, en la andaluza provincia de Cádiz. Forma parte del Conjunto histórico-artístico de Sanlúcar de Barrameda.

## Historia
Aproximadamente desde 1436 existió en el municipio una hermandad de San Nicolás, considerado patrono y abogado de los navegantes, numerosos en el municipio antes del descubrimiento de América debido al comercio con el norte de Europa, la conquista de las islas Canarias y las expediciones por las costas de África. Esta cofradía tenía su sede en la iglesia mayor.
En torno a 1595, se fundó la ermita de San Nicolás, en el barrio de los Gallegos (más próximo al puerto de Sanlúcar que la iglesia mayor), labrada a costa de Alonso de Rivilla, hermano mayor de la citada cofradía de navegantes. En 1678, debido al crecimiento de la población de Sanlúcar, la ermita fue convertida en ayuda de parroquia de Nuestra Señora de la O, como había sucedido en 1623 con la Iglesia de la Trinidad.
En torno a 1700 la hermandad decidió levantar un nuevo templo más amplio puesto que la antigua ermita, compuesta por un cañón pequeño y bajo, coro, sacristía y vivienda, se veía afectada por el arroyo de San Blas y Santa Brígida. Las obras se paralizaron en los cimientos hasta los años 1738 y 1739, en que se prosiguieron hasta las cornisas a expensas de Diego de Arizón, hermano menor del I marqués de Casa Arizón, quedando de nuevo paralizadas hasta 1750, en que Felipe del Villar y Mier, regidor de la ciudad y administrador de la Real Aduana, y Manuel Rodríguez Pérez, vecino acomodado, aportaron capital para terminar la iglesia, junto a las limosnas del pueblo, terminándose el templo en 1754. 
La iglesia albergaba en su interior el Cristo de las Aguas, sacado en procesión en época de sequía, y en ella radicaban la Hermandad del Rosario de Nuestra Señora de las Aguas y la Cofradía de Esclavos del Santísimo Sacramento.